# Kosmologie

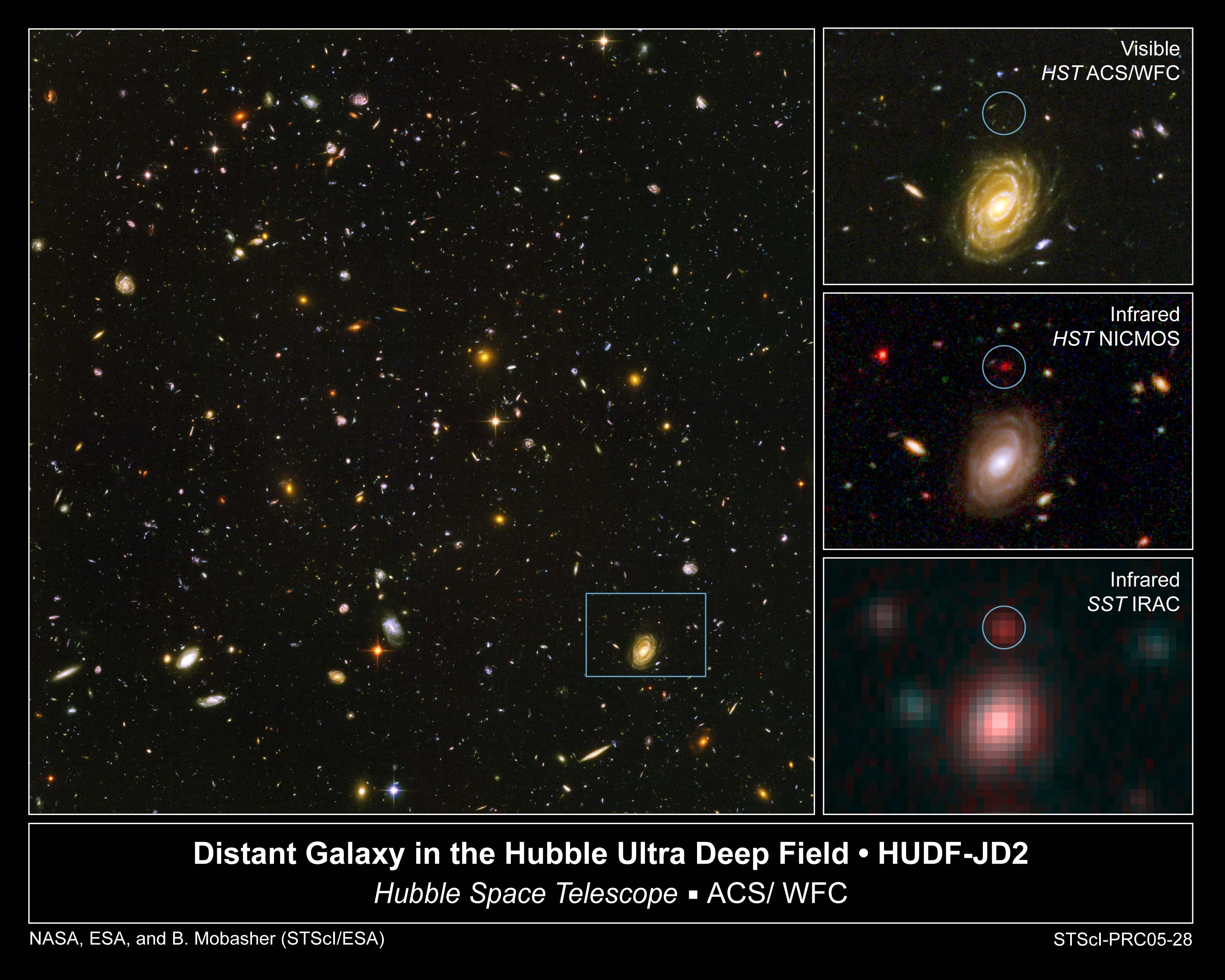
Die Aufnahme Hubble Ultra Deep Field zeigt Galaxien verschiedenen Alters, Größe, Form. Die kleinsten, rötesten Objekte gehören zu den am weitesten entfernten bekannten Galaxien; diese sind in einem Stadium zu sehen, als das Universum ca. 800 Millionen Jahre alt war.

Die Kosmologie (altgriechisch κοσμολογία, kosmología, „Lehre von der Welt“) ist die Wissenschaft, die sich mit dem Universum als Ganzem beschäftigt, also vor allem dem Ursprung, der Entwicklung und der grundlegenden Struktur des Kosmos. Sie ist ein Teilgebiet der Astronomie, das in enger Beziehung zur Astrophysik steht.
Die heutige Kosmologie beschreibt das Universum durch Anwendung physikalischer Theorien, wobei für die großen Skalen insbesondere die Allgemeine Relativitätstheorie wichtig ist, für die kleinsten die Quantenphysik. Allgemein anerkannt wird, dass das Universum zu einem Zeitpunkt vor etwa 13,75 Milliarden Jahren extrem dicht und heiß war, daraufhin wuchs und sich so zu seinem derzeit beobachteten Zustand entwickelte. Für den Extremzustand im sehr frühen Universum sind die bekannten physikalischen Theorien allerdings nicht mehr gültig – insbesondere fehlt eine gültige Theorie der Quantengravitation. Die damaligen Ereignisse sind derzeitigen Theorien also noch nicht zugänglich. Aus dem aktuellen Standardmodell für die Entwicklung des Universums (Lambda-CDM-Modell) wird häufig geschlossen, dass das Universum damals in einer Singularität begonnen habe, dem sogenannten Urknall.
Ausgangspunkt der Modellbildung sind astronomische Beobachtungen der Verteilung und der Eigenschaften von Galaxien im Universum. Zu den kosmologisch relevanten messbaren Gegenständen gehören die Häufigkeiten der durch die primordiale Nukleosynthese entstandenen leichtesten Elemente (Wasserstoff, Helium und Lithium) sowie die kosmische Hintergrundstrahlung, die etwa 380.000 Jahre nach dem Urknall freigesetzt wurde, als die Temperatur des sich ausdehnenden Universums so weit abgesunken war, dass neutrale Atome existieren konnten. In der weiteren Folge entwickelte sich aus kleinen Dichtefluktuationen durch die Wirkung der Gravitation die großräumige Verteilung der Galaxien und Galaxienhaufen, die durch Klumpung, Filamente und dazwischenliegende Leerräume (Voids) charakterisiert ist und auf größten Skalen zunehmend homogen wird. Die Kosmologie erfasst außerdem die großskalig gemessen geringe Krümmung des Raumes, dazu die raumzeitliche Isotropie und Homogenität des Kosmos im Ganzen, die numerischen Werte der Naturkonstanten und die Häufigkeitsverteilung der chemischen Elemente.
Wichtige Instrumente zur Erforschung des Universums werden heute von Satelliten und Raumsonden getragen, bspw. das James-Webb-Weltraumteleskop, Hubble, Chandra, Gaia und Planck.

## Standardmodell
Das Standard- oder Urknallmodell sieht den Beginn des Universums in einem nahezu unendlich dichten Zustand, von dem aus es sich in einer Urknall genannten Expansion zum heutigen Zustand entwickelte, wobei sich der heute beobachtbare Kosmos von einer beinahe punktförmigen Ausdehnung auf einen Radius von mehr als 45 Mrd. Lichtjahren aufblähte. Es beruht wesentlich auf der allgemeinen Relativitätstheorie und wird durch Beobachtungen gestützt:

### Dichtefluktuationen
Die über verschiedene Längenskalen gemittelte Dichte zeigt unterschiedlich starke Schwankungen. Auf der Längenskala von 10.000 Megaparsec (Mpc) betragen die Schwankungen weniger als 1 %, während auf Skalen von 100 Mpc bis 1 Mpc die Strukturen immer klumpiger werden. Zu den größten Strukturen gehören die Sloan Great Wall mit einer Länge von gut 400 Megaparsec und die bisher nur durch ein gutes Dutzend Gammablitze (GRB) markierte Hercules–Corona Borealis Great Wall mit einer Ausdehnung von 2000 bis 3000 Mpc.
Die heute zu beobachtenden Schwankungen sollen sich aus Quantenfluktuationen während der Inflation, also kurz nach dem Beginn der Zeit, entwickelt haben, wobei die Entwicklung auf großen Skalen langsamer fortschreitet als auf kleineren Skalen.

### Häufigkeit der Elemente
In der primordialen Nukleosynthese (englisch Big Bang Nucleosynthesis) kurz nach dem Urknall (10−2 s) war das Universum so heiß, dass Materie in Quarks und Gluonen aufgelöst war. Durch die Expansion und Abkühlung des Universums entstanden Protonen und Neutronen. Nach einer Sekunde verschmolzen aus Protonen und Neutronen die Kerne leichter Elemente (2H, 3He, 4He, 7Li). Dieser Prozess endete nach etwa drei Minuten. Es wurden also die relativen Häufigkeiten dieser leichten Elemente schon vor der Bildung der ersten Sterne weitgehend festgelegt.

### Kosmische Hintergrundstrahlung
1946 von George Gamow postuliert, wurde der englisch cosmic microwave background (CMB) 1964 durch Arno Penzias und Robert Woodrow Wilson entdeckt – mit einer mittleren Temperatur von 2,725 Kelvin. Die Hintergrundstrahlung stammt aus dem Zeitraum 300.000 Jahre nach dem Urknall, als das Universum etwa ein Tausendstel seiner heutigen Größe hatte. Das ist der Zeitpunkt, zu dem das Weltall transparent wurde, vorher bestand es aus undurchsichtigem ionisiertem Gas. Messungen erfolgten beispielsweise durch COBE, BOOMERanG, WMAP und das Planck-Weltraumteleskop.

### Expansion des Universums
Edwin Hubble konnte 1929 die Expansion des Weltalls nachweisen, da Galaxien mit wachsender Entfernung eine zunehmende Rotverschiebung in den Spektrallinien zeigen. Proportionalitätsfaktor ist die Hubble-Konstante H, deren heutiger Wert bei 67,74 (± 0,46) km/s Mpc−1 liegt (Stand: 2016). H ist keine Konstante, sondern verändert sich mit der Zeit. Wir stehen nicht im Mittelpunkt der Expansion – der Raum selbst dehnt sich überall gleichmäßig aus (isotropes Universum). Durch Zurückrechnen der Expansion wird das Alter des Universums bestimmt, das bei etwa 13,7 Milliarden Jahren liegt. Aufgrund der bisher von der Sonde WMAP gewonnenen Daten und Supernova-Beobachtungen wird inzwischen ein offenes, beschleunigt expandierendes Universum mit einem Alter von 13,7 Milliarden Jahren angenommen.

### Kosmische Evolution
„Eine der bedeutendsten wissenschaftlichen Leistungen des 20. Jahrhunderts liegt in der Erkenntnis, dass das Universum nicht unveränderlich und ewig ist, sondern sich seit Anbeginn in einem, von der kosmischen Expansion getriebenen Prozess der Hervorbringung und Entwicklung materieller und energetischer Strukturen befindet, wie wir sie in den unterschiedlichen Dimensionen und Zuständen zu den verschiedenen Epochen vorfinden. Dabei ist unverkennbar ein Herausformen des Komplexen und eine zunehmende Differenzierung festzustellen, also eine strukturelle und organisatorische Evolution, als deren Ergebnis schließlich die heute im Kosmos beobachtbare hierarchische Materieorganisation verstanden werden kann.“

Als kosmische Evolution werden die unumkehrbaren Vorgänge nach dem initialen Urknallereignis bezeichnet, die zur Bildung, zur Veränderung und zum Verfall großräumiger Strukturen im Universum führen. Die Bildung von Strukturen hängt immer mit der Gravitationskraft und der Verfall mit thermischer Energie zusammen. Insofern kann die Evolution von Materie und Energie – im Sinne einer tendenziellen Komplexitätssteigerung seit dem Urknall – im Standardmodell als eine Abfolge von thermodynamischen Gleichgewichtszuständen beschrieben werden. Sie werden weitgehend von der linear verlaufenden Zeit und der allgemeinen Expansion verursacht. Wie dies in Bezug auf die Entstehung von Galaxien und noch größeren Strukturen oder der ersten Sterngeneration in der Frühzeit des Universums genau zusammenhängt, ist allerdings erst in Grundzügen erkennbar. Spätestens seit den Beobachtungen weit entfernter Galaxien, die zu Beginn des 20. Jahrhunderts gemacht wurden, wird der Evolutionsbegriff vielfach auch für die kosmische Entwicklung verwendet. Die darwinschen Mechanismen der biologischen Evolutionstheorie (Variation, Selektion und Reproduktion) liegen den meisten Hypothesen zur kosmischen Evolution hingegen nicht zugrunde.

### Bisherige Entwicklung des Universums
Nach dem Standardmodell der Kosmologie ergibt sich grob folgender Ablauf. Insgesamt zeigt sich eine zeitlich vorwärts gerichtete Entwicklung des Kosmos, die in bestimmten Schritten abläuft, von denen die markantesten Phasenübergänge sind (wie die Baryogenese, die primordiale Nukleosynthese oder die Rekombination).
- Planck-Ära; bis 10−43 Sekunden; alle vier Kräfte noch vereint;
- Inflationäre Phase auch GUT-Ära; endet nach 10−33 s bis 10−30 Sekunden; extreme Expansion um einen Faktor zwischen 1030 und 1050;
- Quark-Ära; bis 10−7 Sekunden; es bilden sich Quarks, Leptonen und Photonen; das Ungleichgewicht von Materie und Antimaterie entsteht in der Baryogenese;
- Hadronen-Ära; bis 10−4 Sekunden; Protonen, Neutronen und deren Antiteilchen entstehen; außerdem Myonen, Elektronen, Positronen, Neutrinos und Photonen;
- Lepton-Ära; bis zehn Sekunden; Myonen zerfallen, Elektronen und Positronen annihilieren;
- Primordiale Nukleosynthese; bis drei Minuten; Wasserstoff, Helium, Lithium entstehen;
- Strahlungs-Ära; etwa 300.000 Jahre;
- Materie-Ära; bis heute; Universum wird durchsichtig, Galaxien entstehen.

Zur Erklärung der beobachteten Expansion und der flachen Geometrie des Universums im Großen wird das Urknallmodell heute ergänzt nach Ideen von Alan Guth, dass es durch eine Symmetriebrechung in der Frühzeit des Universums zu einer sehr starken kurzzeitigen Expansion kam, welche die Gleichförmigkeit des Universums am Rand des beobachtbaren Bereiches (Horizont) erklärt. Die größte Herausforderung an die kosmologische Theorie stellt das Missverhältnis zwischen beobachtbarer Materie und deren Verteilung sowie der beobachteten mittleren Ausbreitungsgeschwindigkeit des Universums dar. Die übliche Erklärung macht für die nicht mittels elektromagnetischer Strahlung beobachtbaren Anteile der benötigten Materiedichte Dunkle Materie (mit 23 %) und Dunkle Energie (mit 73 %) verantwortlich.
Diese Anteile sind zeitabhängig: Nach der strahlungsdominierten Ära in der Frühzeit des Universums folgte die Materie-Ära, in der die Materie den größten Anteil stellte. Diese Ära endete, als das Universum etwa 10 Milliarden Jahre alt war; seitdem macht die Dunkle Energie den größten Teil aus. Dementsprechend änderte sich der zeitliche Verlauf der Expansion: Bis zum Ende der Materie-Ära war sie abgebremst, seither erfolgt die Expansion beschleunigt. Dieser Übergang kann durch Beobachtung von Supernovae über einen weiten Entfernungsbereich direkt und modellunabhängig nachvollzogen werden.

### Zukünftige Entwicklung des Universums

#### Erkenntnistheoretische Überlegungen
Die aktuelle Kosmologie ist wesentlich abhängig von Informationen, die aus dem Universum selbst gewonnen wurden (Existenz anderer Galaxien, Rotverschiebung, Hintergrundstrahlung, Elementhäufigkeiten usw.). Solche Informationsquellen werden im Laufe der Zeit durch die Expansion des Universums verloren gehen. In ferner Zeit (> 100 Mrd. Jahre) werden Wissenschaftler aus ihren Beobachtungen auf ein Bild des Universums schließen, das dem unseren vom Anfang des letzten Jahrhunderts ähnelt: Ein statisches, aus einer Galaxie bestehendes Universum ohne Urknall. Zur Begründung wird angeführt:
- Der Ereignishorizont dehnt sich zwar fortwährend aus, wird jedoch im Vergleich zur Ausdehnung des Universums immer kleiner. Jenseits gelegene Objekte, z. B. andere Galaxien, sind dann der Beobachtung entzogen.
- Die kosmische Hintergrundstrahlung wird immer langwelliger. Bei einer Wellenlänge von 300 Kilometer ist sie nicht mehr in der Lage, in die Milchstraße einzudringen, sie wird von deren Staub reflektiert.
- Durch die fortwährende Nukleosynthese in den Sternen werden die Spuren der primordialen Nukleosynthese immer mehr verwischt. Der Anteil des Heliums im Universum wird von 24 % (primordial) über 28 % (heute) bis auf 60 % (in einer Billion Jahren) steigen.
- Milchstraße, Andromedagalaxie und einige kleinere nahegelegene Galaxien werden sich zu einer einzigen Riesengalaxie vereinigen. Auf längeren Zeitskalen trifft das für alle Galaxien in einem Superhaufen zu (in unserem Fall: dem Laniakea-Supercluster).

All dies führt dazu, dass es in 100 Milliarden Jahren für einen Beobachter in diesem Supercluster so aussieht, als würde dieser das gesamte Universum darstellen. Es können keine Rückschlüsse mehr auf den Urknall gezogen werden. Astronomen, die eventuell leben, würden somit ein gänzlich anderes Bild von Aufbau und Entwicklung des Universums bekommen als zurzeit lebende. Dies hat zu der Frage geführt, inwieweit ein solcher Informationsverlust unter Umständen bereits eingetreten ist, und damit zur Frage nach der Zuverlässigkeit heutiger kosmologischer Theorien. Immerhin beinhalten diese mit der inflationären Phase bereits einen solchen Informationsverlust, da kurz nach dem Urknall weite Bereiche des Universums nach jenseits des Beobachtbaren verschoben wurden.

## Konkurrierende Modelle
Es existieren verschiedene alternative kosmologische Modelle, die in Konkurrenz zum aktuellen Standardmodell stehen. Motiviert sind sie durch die Umstrittenheit einiger Annahmen, die für dieses getroffen werden müssen, wie beispielsweise die Existenz von Singularität und Inflation. Hier setzen unter anderem die Modelle eines zyklischen Universums an. Gemäß diesen Modellen existiert das Universum zeitlich unbegrenzt und durchläuft sich unendlich wiederholende Zyklen. Weitere Aspekte werden in der Kosmologie schwarzer Löcher untersucht.

## Geschichte
Die Wurzeln der Kosmologie liegen in Kosmogonien, die die Herkunft der Welt zunächst anhand mythischer Vorstellungen anschaulich machten, bei den Vorsokratikern jedoch in Versuche mündeten, dafür abstrakte Prinzipien zu formulieren. So nahm Parmenides einen Grunddualismus an, der das kosmische Geschehen gemäß der „Wahrscheinlichkeit“ bestimme.

### Anfänge und ptolemäisches Weltbild

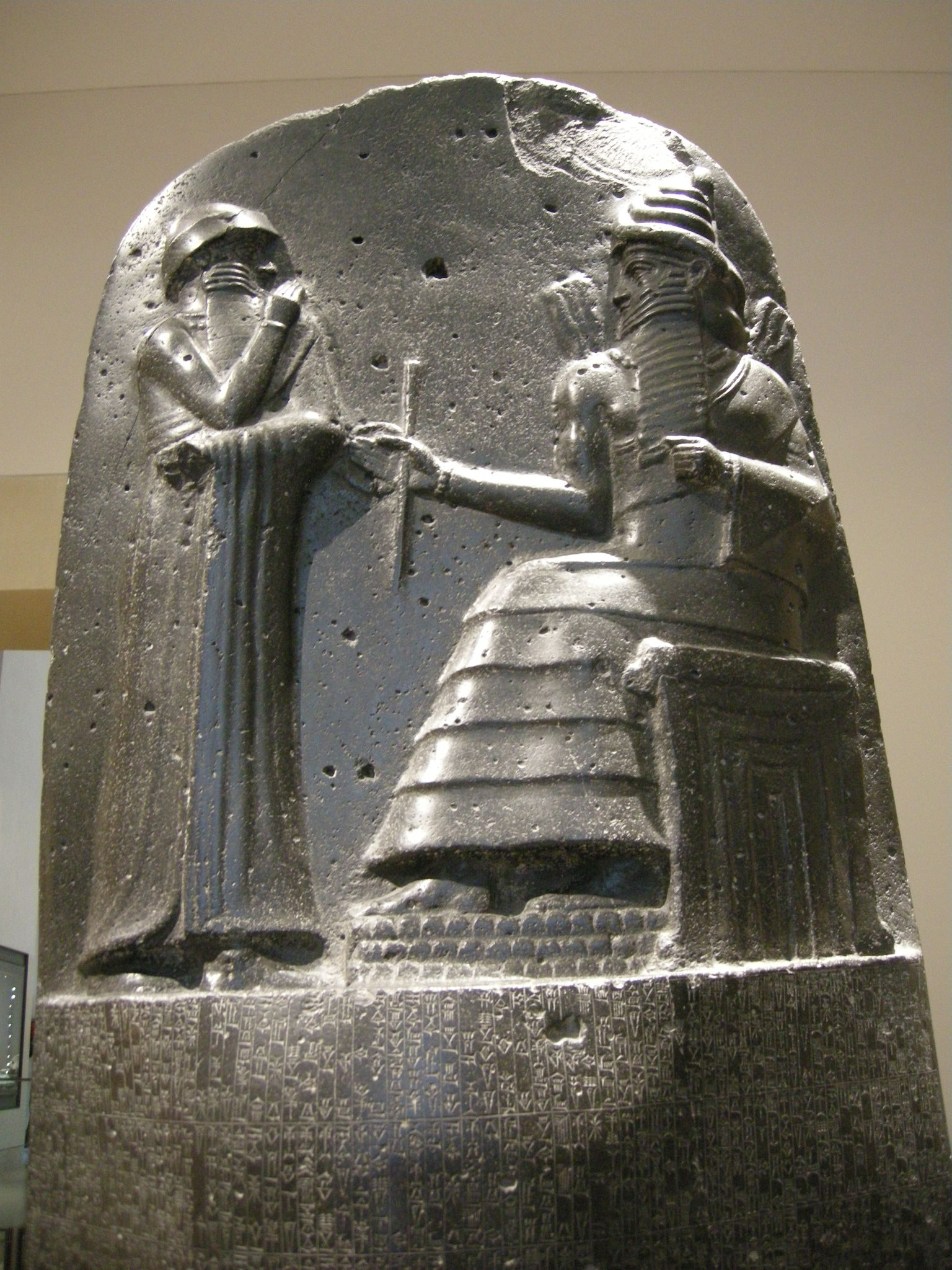
Das Relief im oberen Teil der Stele zeigt Ḫammurapi vor dem thronenden Sonnen-, Wahrheits- und Gerechtigkeitsgott Šamaš

Schleifenbahn eines Planeten nach der Epizykeltheorie

Aufzeichnungen von mythischen Kosmologien sind aus China (I Ging, Buch der Wandlungen), aus Babylon (Enūma eliš) und Griechenland (Theogonie des Hesiod) bekannt. Kosmologische Vorstellungen hatten in der chinesischen Kultur besonders im Daoismus und Neokonfuzianismus einen hohen Stellenwert. Die babylonischen Mythen – welche vermutlich auf ältere sumerische Mythen zurückgehen und ihrerseits wieder Vorlage für die biblische Genesis sein dürften – und Himmelsbeobachtungen haben wahrscheinlich die späteren griechischen kosmologischen Vorstellungen beeinflusst, die zur Grundlage der mittelalterlichen abendländischen Kosmologie wurden. Kosmologische Aufzeichnungen erfolgten nicht nur seitens der babylonischen, sondern auch seitens der ägyptischen Priesterschaft. In den Pyramidentexten wird die Götterwelt mit kosmischen Wesenheiten in Verbindung gebracht, die hauptsächlich auf die Sonne bezogen sind, aber auch auf den Mond und zahlreiche Gestirne. Es wird damit ein astronomischer Hintergrund deutlich. Ein solcher geht auch aus dem Relief des Codex Hammurapi hervor, der den kosmopolitisch denkenden König vor dem thronenden Sonnengott zeigt.
Frühere Kosmologien unterlagen dem Prinzip Aufzeichnung astronomischer Daten und anschließendes Deuten der Daten. Aus den Deutungen und Prophezeiungen entwickelten sich die Mythologien. Zusätzlich stellten die astronomischen Aufzeichnungen nützliche Angaben für die historischen Kalender dar, z. B. Ur-3 Kalender, mit deren Hilfe die Abläufe in der Landwirtschaft geordnet wurden. Bei den griechischen Gelehrten Thales, vor allem bei Anaximander (6. Jahrhundert v. Chr.), begann der Prozess der Rationalisierung. Anaximander entwarf erstmals ein Weltbild, welches auf gesetzmäßigen kausalen Zusammenhängen basierte und den Himmelsobjekten eine physikalische Natur zuordnete. Nach Anaximander sei das unendliche Universum die Quelle einer unendlichen Zahl von Welten, von denen die erlebte Welt nur eine sei, die sich abgespalten und ihre Teile durch Drehbewegung gesammelt habe. In die gleiche Richtung gingen die kosmologischen Entwürfe der Atomisten Demokrit und Anaxagoras.
Anaximenes arbeitete die Ideen von Anaximander weiter aus und sah dabei die Luft als Urmaterie an. Pythagoras – für den alle Dinge in Wirklichkeit Zahlen oder Zahlenverhältnisse waren – vertrat die Auffassung, dass der Himmel das Unendliche eingeatmet habe, um Gruppen von Zahlen zu bilden.
Eine weitere wichtige Entwicklung war das erste historisch überlieferte System, in dem die Erde nicht im Zentrum stand, das von Philolaos, einem Pythagoreer, im 5. Jahrhundert v. Chr. entworfen wurde. Ein weiterer Pythagoreer, Archytas von Tarent, gab ein Argument für die Unendlichkeit des Kosmos („Stab des Archytas“).
In der Kosmologie Platons (5./4. Jahrhundert v. Chr.), die er im Timaios schildert, beschrieb er die Himmelsobjekte als personale, mit Verstand ausgerüstete göttliche Wesen. Die Erde war in Platons Vorstellung eine Kugel, die im Zentrum des Kosmos ruhte.
Platons Schüler Aristoteles widersprach in seiner Kosmologie teilweise der Auffassung seines Lehrers hinsichtlich der göttlichen Natur von Himmelsobjekten. Die Himmelskörper nennt er göttlich und mit Intellekt begabt; sie bestehen aus dem „fünften Element“ und werden von der „ersten Philosophie“ erforscht. Die Bewegungen der Himmelskörper und -sphären werden letztlich von einem ersten unbewegten Beweger (im Sinne von Veränderer) hervorgerufen. Aristoteles vertrat ein Modell des Universums, welches ein Zentralfeuer annahm (er meinte damit explizit nicht die Sonne), um welches die Himmelskörper in Kreisen liefen.
Eudoxos von Knidos entwarf Anfang des 4. Jahrhunderts v. Chr. ein Sphärenmodell, das von Kallippos von Kyzikos weiterentwickelt wurde und erstmals die retrograden Schleifenbewegungen der Planeten beschreiben konnte. Davon wurden das aristotelische und das ptolemäische Weltbild beeinflusst. Messungen von Eratosthenes, der im 3. Jahrhundert v. Chr. den Umfang der Erde mit guter Genauigkeit bestimmte, und von Aristyllus und Timocharis zeigten Abweichungen der Planetenbewegungen von den nach Eudoxos' Methode berechneten Positionen. Apollonios von Perge entwickelte im 3. Jahrhundert v. Chr. eine Methode der Berechnung von Planetenbahnen mithilfe von Epizykeln, er ließ Kreisbewegungen der Planeten zu, deren Mittelpunkt selbst wieder auf einer Kreisbahn lag.
Ein heliozentrisches Weltmodell vertrat Aristarchos von Samos (3./2. Jahrhundert v. Chr.). Er wurde deshalb der Gottlosigkeit beschuldigt; sein Weltmodell konnte sich nicht durchsetzen.
Claudius Ptolemäus beschrieb im 2. Jahrhundert in seinem Almagest eine geozentrische Kosmologie, welche mit den meisten Beobachtungen seiner Zeit in Einklang zu bringen war und bis zur Durchsetzung des kopernikanischen Weltbildes allgemein anerkannt wurde.

### Die kopernikanische Wende

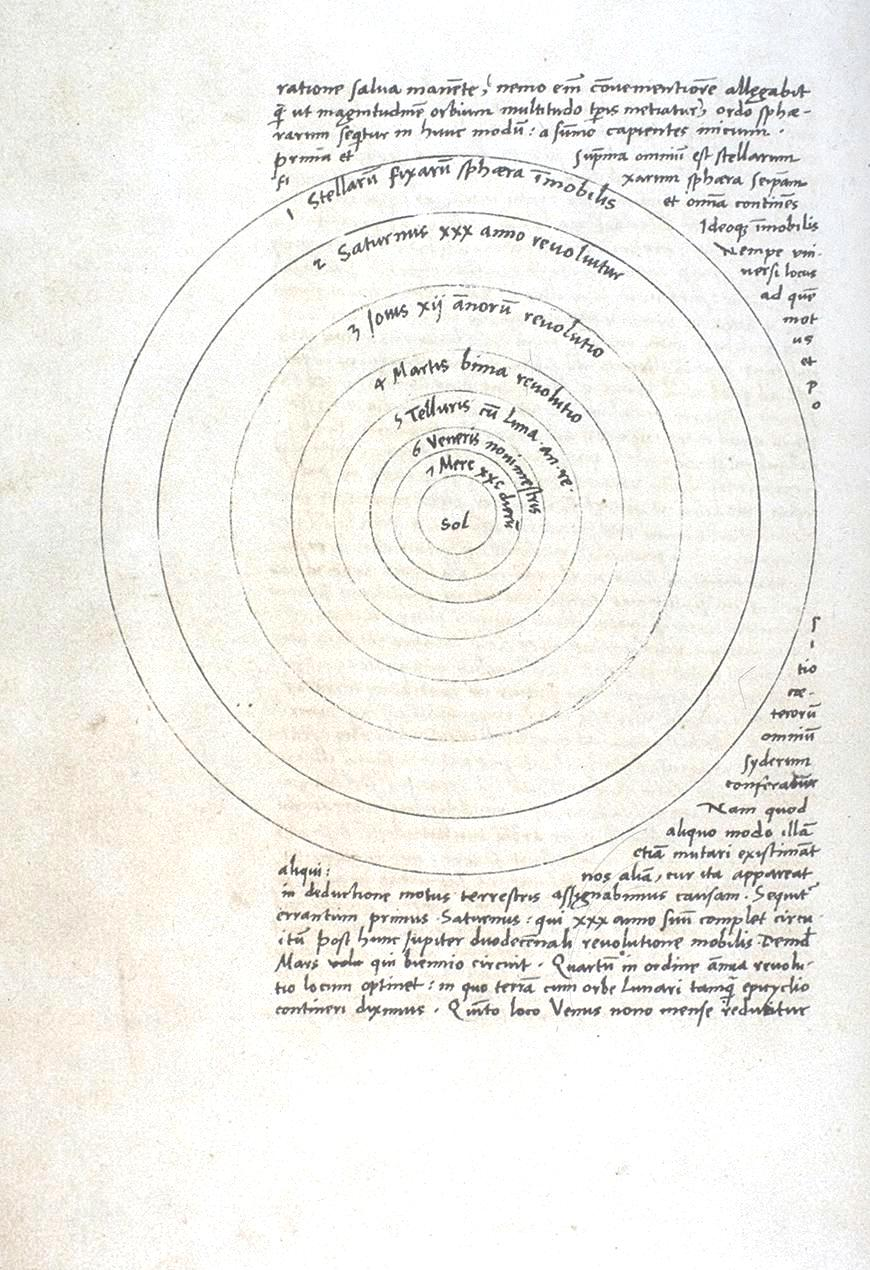
Seite aus Copernicus’ Manuskript von De revolutionibus orbium coelestium

Nikolaus Kopernikus schuf in seinem 1543 erschienenen Buch De revolutionibus orbium coelestium das erste Weltbild, das in seiner Vollständigkeit und Genauigkeit dem ptolemäischen System gleichkam, aber wesentlich einfacher aufgebaut war. Wichtig an dem kopernikanischen System ist die Annahme, dass auch die Erde nur ein Planet der Sonne ist, also keine Sonderstellung mehr genießt. Im heliozentrischen Weltall des Kopernikus bewegen sich die Planeten auf Kombinationen von gleichförmigen Kreisbewegungen um einen Punkt, der nahe der Sonne liegt und auch von dieser umkreist wird.
Das von Kopernikus beschriebene Universum war ebenso wie das ptolemäische durch eine materielle Fixsternsphäre begrenzt, die aber, um das Fehlen einer beobachtbaren Fixsternparallaxe erklären zu können, viel größer angenommen werden musste als früher gedacht. Dabei hatte schon Nikolaus von Kues (1401–1464) den wichtigen Gedanke eines unbegrenzten Universums ohne bestimmten Mittelpunkt als Ort für die Erde vorweggenommen. Thomas Digges (1576, A Perfit Description of the Caelestiall Orbes) vertrat ein modifiziertes kopernikanisches Weltbild ohne materielle Fixsternsphäre mit unendlichem euklidischen Raum. Von Giordano Bruno (1548–1600) wurde ein unendliches Universum mit unendlich vielen Sonnen und Planeten postuliert, in dem die beobachteten Fixsterne ferne Sonnen sind. Aufgrund seiner von der katholischen Glaubenslehre abweichenden naturphilosophischen und christologischen Ansichten, wurde Bruno als Ketzer verurteilt und auf dem Scheiterhaufen hingerichtet. Seine Auffassungen, die das heliozentrische Weltbild betrafen, spielten für die Verurteilung keine Rolle.
Weitere wichtige Gründe für die Abkehr vom ptolemäischen Weltbild waren die Beobachtungen von Tycho Brahe, dass die Supernova von 1572 und der Komet von 1577 sich außerhalb der Mondbahn befinden mussten, womit die Unveränderlichkeit des Himmels, wie von Aristoteles gelehrt, widerlegt war. Tycho Brahe steigerte die Präzision der Planetenbeobachtung erheblich. Aufgrund seiner genaueren Beobachtungsdaten entwickelte sein Assistent Johannes Kepler ein Weltbild, in dem jeder Planet, auch die Erde, mit variabler Geschwindigkeit auf einer Ellipse um die ruhende Sonne läuft, anstatt, wie von Kopernikus angenommen, auf einer Kombination mehrerer gleichförmig durchlaufener Kreise um einen Punkt in der Nähe der Sonne. Kepler formulierte die Gesetze für die Planetenbewegung, die heute als die keplerschen Gesetze bezeichnet werden, und betrachtete die Sonne als Quelle einer magnetischen Kraft, die die Planeten auf ihren Bahnen bewegt und ihnen dabei ihre variable Geschwindigkeit erteilt. Er wandte sich damit einem mechanistischen Bild der Planetenbewegung zu, in dem die Planeten nicht mehr wie bei Ptolemäus beseelt waren. Berechnungen der Planetenpositionen wurden durch Keplers heliozentrisches System ca. 10fach genauer als vorher bei Kopernikus und Ptolemäus. Allerdings nahm Kepler wieder ein endliches Universum an und belegte dies durch Argumente, die später als olberssches Paradoxon bekannt wurden. Weiter gestützt wurde das kopernikanische System durch Galileo Galilei, der mit seinem neuartigen Teleskop die Jupitermonde und auf der Mondoberfläche Gebirge und ihre Schatten entdeckte, wobei die Fixsterne aber weiterhin punktförmig erschienen.
Durch Isaac Newton (Philosophiæ Naturalis Principia Mathematica, 1687) wurde die Kosmologie erstmals mit einer ausgearbeiteten Mechanik verknüpft. Mit seinen Begriffen von Kraft und Trägheit sowie dem Postulat einer allgemeinen Gravitation brachte Newton eine Physik in die Kosmologie, in der gleiche Gesetze für himmlische (Planetenbewegung) und irdische Bereiche (Schwerkraft) galten. Ein wichtiger Schritt in dieser Entwicklung war die vorausgegangene Entwicklung der Mechanik, insbesondere die Vorbereitung des Trägheitsbegriffes (Galileo Galilei, René Descartes). Die newtonsche Himmelsmechanik erlaubte die Betrachtung der gegenseitigen Bahnstörungen der Planeten aufgrund ihrer wechselseitigen Gravitation und führte im 18. Jahrhundert mit wachsenden mathematischen Kenntnissen zu einer weiteren Steigerung der Genauigkeit um etwa das 50fache. Demnach ist die Planetenbewegung nicht mehr allein durch Einwirkung der Sonne gegeben, vielmehr bewegen sich alle Körper, auch die Sonne, unter dem Einfluss der gegenseitigen Kräfte um den gemeinsamen Schwerpunkt des Sonnensystems (Baryzentrum), der maximal einige Sonnenradien vom Sonnenmittelpunkt entfernt liegt.
Im 18. Jahrhundert hielt Thomas Wright die Sonne nicht für den Mittelpunkt des Weltalls, sondern für einen Fixstern unter vielen. Er wies die Annahme einer homogenen Sternverteilung zurück und identifizierte die Milchstraße als aus Einzelsternen bestehende Scheibe, in deren Ebene sich die Sonne befindet. Er betrachtete die von Astronomen beobachteten „Nebel“ als andere Galaxien. Immanuel Kant entwickelte 1755 in der Allgemeinen Naturgeschichte und Theorie des Himmels nicht nur eine Kosmologie ähnlich der von Thomas Wright, sondern eine Kosmogonie, in der eine anfangs chaotisch verteilte Materie sich unter Gravitationswirkung zu den beobachteten Himmelskörpern zusammenballt. Ein ähnliches Entwicklungsschema wurde von Laplace entwickelt. Der Astronom Wilhelm Herschel versuchte durch Klassifizierung der Sterne und Galaxien ein chronologisches Entwicklungsschema abzuleiten.

### Von Götterwelt und Mythos zur Naturwissenschaft

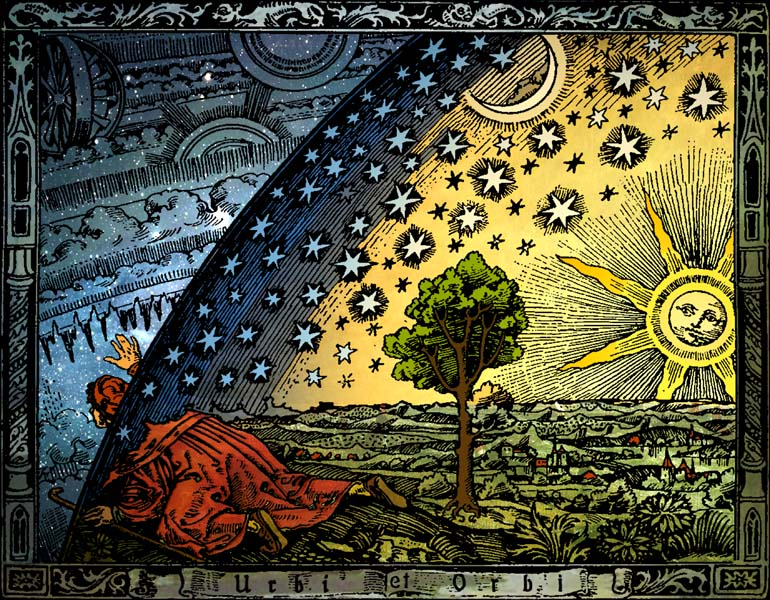
Die kontemplative Betrachtung der Natur und insbesondere des Kosmos war in der griechischen Kultur beispielgebend für den Bios theoretikos. – C. Flammarion, Holzschnitt, Paris 1888

Die Übergänge von der Philosophie zur Naturwissenschaft erfolgten je nach unterschiedlicher Haltung zur Metaphysik. Allerdings ist der Kosmos in der Philosophie als Urbild und Vorbild benutzt worden, um die einem Menschen angemessene Handlungsweise darzustellen. Die harmonische Ordnung des Weltalls war für die griechische Philosophie beispielgebend und diente sowohl als Ideal eines kontemplativen Lebens als insbesondere dem Ideal der wissenschaftlichen Einstellung, dem Bios theoretikos. Es war möglich sich dieser kosmischen Ordnung durch Mimesis anzupassen, wie bei der aus griechischer Antike herrührenden Artes liberales. Die Kräfte, die in der griechischen kosmologischen Tradition vorwiegend als Götter und übermenschliche Gewalten beschrieben werden, wurden bereits von Parmenides auf einen abstrakten Grunddualismus reduziert, der das kosmische Werden und Vergehen – in Gegensatz zu dem Sein als ebenso unentstandenen wie unzerstörbaren Gedanken der „Wahrheit“ – lediglich der „Wahrscheinlichkeit“ gemäß umfasst. Platon nach ihm unternahm den Versuch, die von ihm als „Idee“ bezeichneten Erkenntniskategorien als „Idealzahlen“ zu formulieren, als eine überschaubare Menge nicht weiter zerlegbarer, miteinander nicht addierbarer, unwandelbarer Entitäten, die den unaufhörlichen Veränderungen der Phänomene zugrunde lägen. Selbstverständlich war für Platon, den Begriff der Seele und dieser Leib und Geist als seiner Ideenlehre innewohnend aufzufassen. Die Philosophie später hat die kosmischen Kräfte in denen der Seele wirkend angesehen. Daher rührte die Verbindung und teilweise Gleichsetzung von Astronomie und Astrologie bis ins späte Mittelalter und darüber hinaus bis ins 18. Jahrhundert. Hannah Arendt sieht noch im Uhrengleichnis ein ähnliches Weltbild, das aufgrund unvollkommener Naturkenntnisse zur Subjekt-Objekt-Spaltung neigt. Entsprechende Mystifizierungen erklären den Versuch einer Überwindung dieser Spaltung und bedingen den von Jürgen Habermas kritisierten „objektivistischen Schein“. Kosmos als griechisches Wort, das so viel wie Schmuck, Zierde, Ordnung, Einteilung, Einrichtung, Bauart Weltordnung und Weltall bedeutet, besitzt einerseits ästhetische und andererseits technisch-praktische Aspekte. Dieser Begriff vermittelt die für griechische Wertvorstellungen der Beschäftigung mit dem Schönen passende Rahmenvorstellung, die der alten Ontologie zugrunde lag und eine Art von sakraler Haltung einschloss. Hieran mag der nachfolgende kantsche „Beschluss“ anknüpfen:

„Zwei Dinge erfüllen das Gemüt mit immer neuer und zunehmenden Bewunderung und Ehrfurcht, je öfter und anhaltender sich das Nachdenken damit beschäftigt: Der bestirnte Himmel über mir und das moralische Gesetz in mir.“

### 1950er/1960er-Jahre: Steady-State-Theorie
Die Steady-State-Theorie (stationärer Zustand) besagte, dass der Raum einerseits expandiert und dass anderseits permanent und homogen im gesamten Raum neue Materie erzeugt wird, wodurch die Dichte der Materie konstant gehalten wird. Sie wurde 1949 durch Fred Hoyle, Thomas Gold und anderen als Alternative zur Urknalltheorie entwickelt. Während der 1950er und bis in die 1960er Jahre hinein wurde diese Theorie von den meisten Kosmologen als mögliche Alternative akzeptiert.
Die „Steady-State-Theorie“ wurde aufgrund von Berechnungen postuliert, die zeigten, dass ein rein statisches Universum mit den Annahmen der allgemeinen Relativitätstheorie nicht verträglich wäre. Zudem zeigten Beobachtungen von Edwin Hubble, dass das Universum expandiert. Die Theorie postuliert nun, dass das Universum sein Aussehen nicht ändert, obwohl es größer wird. Dazu muss ständig Materie neu gebildet werden, um die durchschnittliche Dichte gleich zu halten. Da die Menge der neu zu bildenden Materie sehr klein ist (nur einige hundert Wasserstoffatome pro Jahr in der Milchstraße), kann die Neubildung von Materie nicht direkt beobachtet werden. Obwohl diese Theorie den Energieerhaltungssatz verletzt, hatte sie unter anderem die „attraktive“ Eigenschaft, dass das Universum keinen Anfang hat und Fragen nach dem Vorher oder nach dem Grund des Beginns der Expansion überflüssig sind.
Die Schwierigkeiten dieser Theorie begannen in den späten 1960er Jahren. Beobachtungen zeigten, dass sich das Universum zeitlich tatsächlich verändert, die Stationaritätsbedingung also explizit verletzt ist: Quasare und Radiogalaxien wurden nur in weit entfernten Galaxien gefunden. Halton Arp interpretierte die vorliegenden Daten seit den 1960er Jahren anders und gab an, dass es Quasare im nahe liegenden Virgo-Galaxienhaufen gebe. Der Niedergang der Steady-State-Theorie wurde beschleunigt durch die Entdeckung der kosmischen Hintergrundstrahlung, welche von der Urknall-Theorie vorausgesagt worden war.
Seitdem gilt nicht die Steady-State-Theorie, sondern die Urknalltheorie bei der Mehrheit der Astronomen als erfolgreiches Standardmodell der Kosmologie. In den meisten Publikationen über Astrophysik wird sie implizit vorausgesetzt.

### Fachliteratur
- Gerhard Börner, Das neue Bild des Universums – Quantentheorie, Kosmologie und ihre Bedeutung. Pantheon, München 2009, ISBN 3-570-55077-X
- Scott Dodelson: Modern Cosmology. Academic Press, ISBN 0-12-219141-2.
- Erwin Finlay-Freundlich: Cosmology (= International Encyclopedia of Unified Science. Band 1, Nr. 8). University of Chicago Press, Chicago 1951; 3. Auflage 1962.
- Bernulf Kanitscheider: Kosmologie, Geschichte und Systematik in philosophischer Perspektive. Reclam, 1984.
- John Leslie: Cosmology – A philosophical survey. In: Philosophia 24/1-2 (1994), 3-27 (Mit weiterer Literatur)
- Dierck-Ekkehard Liebscher: Kosmologie – Einführung für Studierende der Astronomie, Physik und Mathematik. J. A. Barth Verlag, Leipzig und Heidelberg 1994, ISBN 3-335-00396-9.
- Helge Kragh: Conceptions of cosmos – from myths to the accelerating universe – a history of cosmology. Oxford Univ. Press, Oxford 2007, ISBN 0-19-920916-2
- Andrew Liddle: Einführung in die moderne Kosmologie. Wiley-VCH, Weinheim 2009, ISBN 978-3-527-40882-5.
- Peter Schneider: Einführung in die Extragalaktische Astronomie und Kosmologie. Springer, Dezember 2005, ISBN 3-540-25832-9.
- Wolfgang Stegmüller: Hauptströmungen der Gegenwartsphilosophie, Band III Kapitel 1 (Evolution des Kosmos), Kröner, 1987.
- Albrecht Unsöld, Bodo Baschek: Der neue Kosmos. Springer-Verlag, ISBN 3-540-42177-7.
- Steven Weinberg: Cosmology. Oxford University Press, 2008, ISBN 978-0-19-852682-7.
- Steven Weinberg: Gravitation and cosmology- Principles and applications of the general theory of relativity. Wiley, New York 1972. ISBN 0-471-92567-5

### Populäre und speziellere Literatur
- Fred Adams, Greg Laughlin: Die fünf Zeitalter des Universums. Eine Physik der Ewigkeit. dtv, 2002, ISBN 3-423-33086-4.
- Fred Hoyle (et al.): A different approach to cosmology. Cambridge Univ. Pr., Cambridge 2001, ISBN 0-521-66223-0.
- Lawrence Krauss: A Universe from Nothing. Free Press, Simon & Schuster, 2012, ISBN 978-1-4516-2445-8.
- Harry Nussbaumer: Das Weltbild der Astronomie. 2007, ISBN 978-3-7281-3106-5, 2. erw. und akt. Auflage. vdf Hochschulverlag.
- Delia Perlov und Alex Vilenkin, Kosmologie für alle, die mehr wissen wollen, Springer, 2021, ISBN 978-3-030-63358-5
- Simon Singh: Big Bang – Der Ursprung des Kosmos und die Erfindung der modernen Naturwissenschaft. Hanser, 2005.
- Rüdiger Vaas: Tunnel durch Raum und Zeit, Franckh-Kosmos, Stuttgart 2006 (2. Aufl.), ISBN 3-440-09360-3.
- Gabriele Veneziano: Die Zeit vor dem Urknall. In: Spektrum der Wissenschaft, August 2004, S. 30–39, ISSN 0170-2971.
- Steven Weinberg: Die ersten drei Minuten. Piper, München 1977.